# Норман Віздом
Норман Віздом (англ. Sir Norman Joseph Wisdom;нар. 4 лютого 1915, Лондон — пом. 4 жовтня 2010, Балласалла, Острів Мен) — відомий англійський кіноактор-комік, ексцентрик, композитор, продюсер та сценарист, зірка англійського та американського телебачення. Створив образ Містера Піткіна — популярного комічного персонажа у 13 кінофільмах.

## Життєпис
Народився у Лондоні. З 1941 року, коли мав 26 років, почав виступати у мюзик-холі у комедійних амплуа у водевіпях і естрадних програмах. З 1948 почав зніматися на телебаченні та у фільмі «Побачення із мрією» (A Date with a Dream). У 1951 році переїздить до США, де з успіхом виступає у телепрограмі «Водевіль».

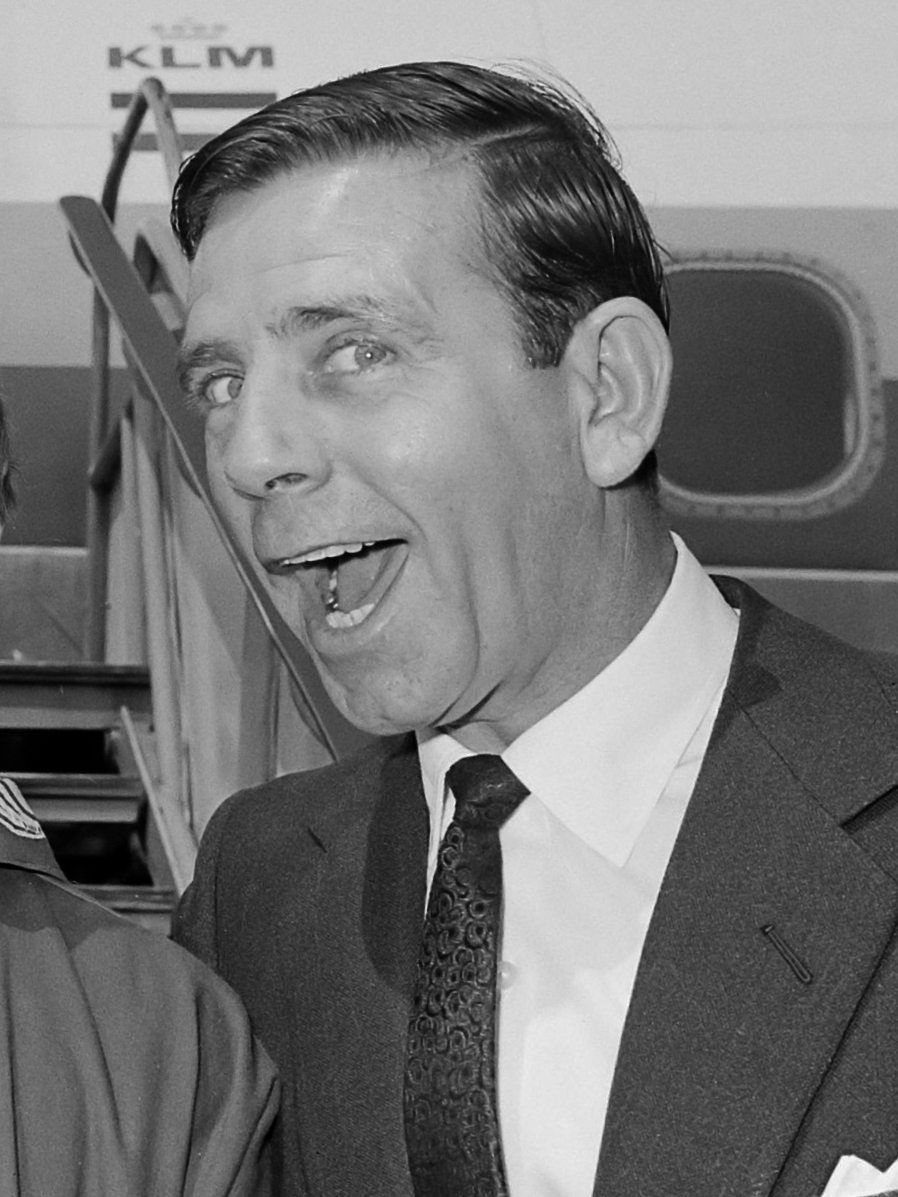
Віздом демонструє типовий вираз обличчя (1965)

Відомість здобув після фільму «Нещастя у крамниці» (Trouble in Store, 1953). Цьому сприяла як гра актора, так і написана ним для фільму пісня «Не смійся з мене». Він продовжив активно зніматися: «У вищому світі» (1954 рік), «Догори дри́ґом» (Up in the World, 1956), «Каліф на годину» (Man of the Moment, 1955), «Лише моя вдача» (Just My Luck, 1957) і протягом п'яти років входить до десятки провідних англійських акторів.
Протягом декількох років Норман Віздом знімається у 13 серіях про Містера Піткіна. Найвідоміші з них — «Містер Піткін у тилу ворога» (The Square Peg, 1958), «Пригоди містера Піткіна у лікарні» (A Stitch in Time, 1963). Віздом стає відомим за межами Великої Британії. Поступово ця тема вичерпується. Віздом шукає новий екранний образ. У 1960 році знімається у фільмі «Жив-був шахрай» (There Was a Crooked Man), але не зовсім вдало, як й у наступних фільмах — «З породи бульдогів» (The Bulldog Breed, 1960), «Дівчина на борту» (The Girl on the Boat, 1961), «На посту» (On the Beat, 1963), «Рання пташка» (The Early Bird, 1965). У фільмі «З найкращих спонукань» (Press for Time, 1966) Віздом зіграв три ролі в карикатурно-водевільній манері: журналіста, його впливого старезного дідуся і власну матінку.
У 1968 році Віздом знімається в гостросюжетному фільмі відомого американського режисера Вільяма Фрідкіна «Ніч нальоту на заклад Мінскі» (The Night They Raided Minsky's).
Водночас Норман Віздом у 1969 році стає сценаристом у фільмі «Що добре для гусака» (What's Good For The Goose).
Після 1969 року Норман Віздом перестав зніматися в кіно, однак з успіхом продовжував виступати на театральній сцені у пантомімах, кабаре, як у Великій Британії, так і у США. Виступав на телебаченні, гастролював з концертами по Європі.

### Особисте життя
Норман Віздом був одружений двічі. Його перша дружина була Дорін Бретт, на якій він одружився у 1941 році. У 1944 році вони розлучилися, одразу після народження сина, Майкла (нар. 1944).
Вдруге Норман Віздом одружився з Фрідою Ізабель Сімпсон, танцівницею, у 1947 році. У них було двоє дітей: Ніколас (нар. 1953) і Жаклін (нар. 1954). Пара розлучилася у 1969 році. Фріда померла у Брайтоні в 1992 році.

### Смерть
У останні роки життя, за шість місяців до його смерті, Норман Віздом переніс кілька інфарктів. Помер Віздом 4 жовтня 2010 року на 96-му році життя в Будинку для літніх людей «Abbotswood» у Балласалла на острові Мен від інфаркту. Похорони відбулися 22 жовтня 2010 у Дугласі, Острів Мен.

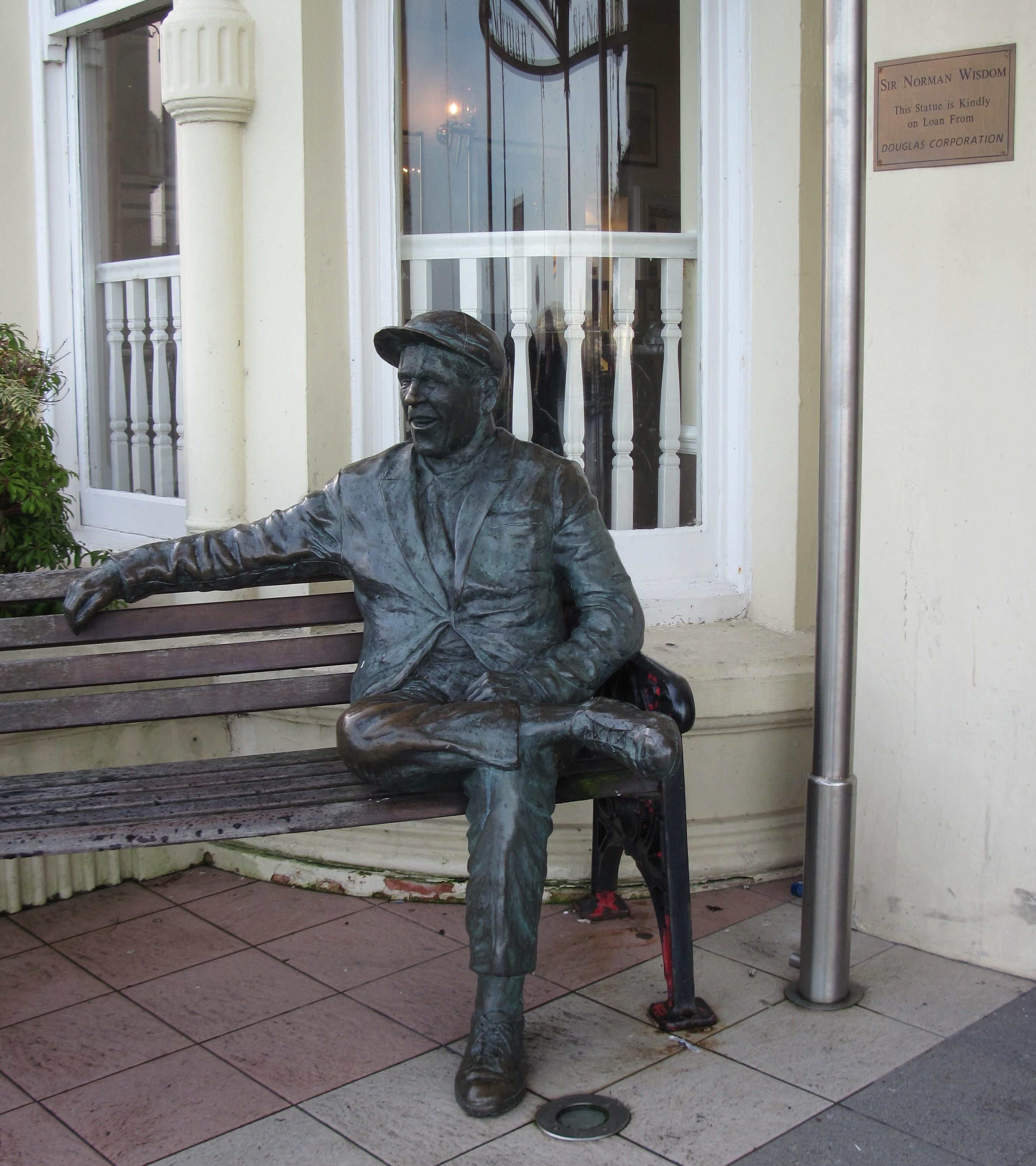
Пам'ятник Віздому у Дугласі, острів Мен

## Фільмографія
- A Date with a Dream (1948)
- «Нещастя у крамниці» (Trouble in Store, 1953)
- One Good Turn (1955)
- As Long as They're Happy (1955) (cameo)
- «Каліф на годину» (Man of the Moment,1955)
- «Догори дри́ґом» (Up in the World, 1956)
- «Лише моя вдача» (Just My Luck, 1957)
- «Містер Піткін у тилу ворога» (The Square Peg, 1958)
- Follow a Star (1959)
- «Жив-був шахрай» (There Was a Crooked Man, 1960)
- The Bulldog Breed (1960)
- The Girl on the Boat (1961)
- On the Beat (1962)
- «Пригоди містера Піткіна у лікарні» (A Stitch in Time, 1963)
- The Early Bird (1965)
- The Sandwich Man (1966)
- Press for Time (1966)
- The Night They Raided Minsky's (1968)
- What's Good for the Goose (1969)